# Sejong Sportstoto Women's Football Club
Il Sejong Sportstoto Women's Football Club 세종 스포츠토토 여자 축구단? è una squadra di calcio femminile sudcoreana con sede a Sejong. La squadra disputa la WK League, massimo campionato sudcoreano di calcio femminile, e gioca le partite interne al Sejong Central Park.

## Storia
Il club venne fondato come Chungbuk Sportsoto il 16 marzo 2011, ma cambiò sede spostandosi a Daejeon prima dell'inizio della stagione 2014 e cambiando la propria denominazione in Daejeon Sportstoto. Il club si è trasferito a Gumi, nel Gyeongsang Settentrionale, il 29 gennaio 2016, rebrandezzandosi Gumi Sportstoto. Il 20 dicembre 2019 il club spostò la sua sede nuovamente, questa volta a Sejong, adottando l'attuale denominazione, Sejong Sportstoto.